# Bourkou Louise Kabo
Bourkou Louise Kabo (1934-) là một chính trị gia người Chad. Bà là người phụ nữ đầu tiên được bầu vào Quốc hội Chad.

## Thơ ấu
Kabo sinh năm 1934 tại thị trấn Sarh, miền Nam Chad. Bà là một thành viên của người Sara và được nuôi dưỡng như một người Hồi giáo. Cha của bà, Zara Lawassi, là một nhân viên bưu chính và viễn thông đã chết 40 ngày sau khi sinh. Mẹ của bà, Koutou Kilagui, làm nghề buôn bán và đưa Kabo đến N'Djamena để bà có thể được giáo dục. Kilagui bị một số người bạn Hồi giáo chỉ trích vì đăng ký cho con gái vào trường Pháp, nhưng bà khẳng định rằng bà muốn một trong những đứa con của mình được giáo dục tốt, vì bốn đứa con khác của bà đã chết. Bà mất năm 1942 và đại gia đình của Kabo đã trả học phí để tôn vinh mẹ bà.
Dì của bà là một người giúp việc cho một sĩ quan thuộc địa. Có lần bà bị buộc tội ăn cắp đồng hồ, bị lính canh đánh đập và lột quần áo, tất cả diễn ra trước mặt đứa trẻ Kabo. Chú của bà đã bị chính phủ giết chết sau khi bị đánh. Những hành động tàn bạo này đã ảnh hưởng sâu sắc đến Kabo khi trẻ, và bà gia nhập nhà thờ Tin lành của dì mình mặc dù có gốc Hồi giáo. Sau khi học tiểu học, bà theo học một trường giáo viên ở Moundou. Ở đó, bà làm quen với người phụ nữ Pháp Jeanne Vial, người đề nghị trả tiền cho bà đi du học Pháp. Tuy nhiên, thống đốc thuộc địa Marie-Jacques Rogue đã không cho phép Kabo rời khỏi Chad vì cha mẹ bà không ủng hộ đảng của ông Tuy nhiên, Kabo đã trở thành người phụ nữ Chad đầu tiên giảng dạy tại các trường học sử dụng ngôn ngữ giảng dạy chính là tiếng Pháp. Năm 1951, bà kết hôn với Julien Djasgaral và có bảy người con. Họ sớm ly hôn vì chồng bà nghiện rượu và không tán thành tham vọng chính trị của Kabo.

## Lưu vong và sự nghiệp sau này
Năm 1979 trong cuộc nội chiến ở Chad, bà đã chạy trốn đến Doba và mất tất cả tài sản trong chuyến bay. Năm 1982, bà rời Cộng hòa Trung Phi khi Hissène Habré lên nắm quyền, làm nghề buôn bán thực phẩm và giáo viên ở Bangui. Năm 1987, bà sang Pháp tị nạn chính trị và bắt đầu quan tâm đến việc giáo dục người khuyết tật. Bà trở lại Chad vào năm 1991 sau khi Hissène Habré bị Idriss Deby lật đổ. Ở đó, bà phục vụ như một phó trong quốc hội từ năm 1991 đến năm 1995, cũng như là một đại biểu cho hội nghị lập hiến. Bà là một nhà phê bình cắt âm vật và tảo hôn, kêu gọi kết hôn khi đủ 18 tuổi. Bà cũng thành lập một chương của Thế vận hội đặc biệt, đóng vai trò là chủ tịch của nó sau năm 2000.